# Ángel Reséndiz
Ángel Reséndiz (ur. 1 sierpnia 1959, zm. 27 czerwca 2006) – amerykański seryjny morderca, włamywacz, złodziej i gwałciciel; nielegalny imigrant z Meksyku. Nazywany jest Kolejowym zabójcą, udowodniono mu zabicie dziewięciu osób.

## Życiorys
Reséndiz urodził się 1 sierpnia 1959 w Izúcar de Matamoros (meksykański stan Puebla). Już jako dziecko stracił kontakty z rodziną. Całymi dniami włóczył się po ulicach miasta, gdzie często był widywany w towarzystwie miejscowych homoseksualistów. W 1976 roku po raz pierwszy został złapany na próbie przekroczenia granicy w stanie Teksas. Dwa miesiące później został deportowany do Meksyku. Była to pierwsza z wielu prób przedostania się na terytorium USA. Gdy w 1997 roku ponownie przedostał się do USA, był gotowy zrobić wszystko by nie wrócić do ojczyzny. Wymyślił, że będzie podróżował pociągami towarowymi. Działał bez planu, jednak brak organizacji bardzo mu sprzyjał.

## Zabójstwa
Reséndiz nigdy nie wiedział dokąd jechały pociągi, do których wsiadał. Gdy te się zatrzymywały, Reséndiz wysiadał z nich i szukał domu, do którego mógł się włamać. Wszystkich zabójstw dokonał w odległości kilkuset metrów od torów kolejowych. Narzędzia, którymi zabijał ofiary, pochodziły zwykle z miejsc zbrodni. W ten sposób zabił dziewięć osób w przeciągu dwóch lat:
- 29 sierpnia 1997, Lexington w stanie Kentucky – Christopher Maier został napadnięty razem ze swoją dziewczyną w parku. Zabójca zmasakrował chłopakowi twarz kijem; dziewczyna natomiast została brutalnie zgwałcona i pobita, ale przeżyła.
- 1 października 1998, Teksas – Leafie Mason została zatłuczona na śmierć kluczem do kół we własnym domu.
- 16 grudnia 1998, Houston w Teksasie – Claudia Benton została napadnięta, zgwałcona i zamordowana. Reséndiz ukradł jej Jeepa Cherokee, w którym później policja znalazła jego odciski palców.
- 30 kwietnia 1999, Weimar w Teksasie – Norman i Karen Sirnic zostali zatłuczeni na śmierć. Zabójca ukradł samochód Normana.
- 3 czerwca 1999, Houston w Teksasie – Noemi Dominguez została zamordowana pałką we własnym domu.
- 4 czerwca 1999, Fayette County w Teksasie – Josephine Konvicka została zabita narzędziem ogrodniczym. Zabójca chciał ukraść jej samochód, ale nie znalazł kluczyków.
- 15 czerwca 1999, Gorham w stanie Illinois – George Morber i jego córka Carolyn Frederick zostali zastrzeleni.

## Aresztowanie
Po odnalezieniu przez policję odcisków palców w samochodzie Claudii Benton, było już wiadomo, że zabójcą jest Reséndiz. Jego odciski były już w aktach, gdyż w przeszłości Reséndiz dopuścił się na terenie USA napadu z bronią w ręku. Detektywi zgłosili się do jego siostry mieszkającej w El Paso (Teksas), by porozmawiała z bratem i skłoniła go do poddania. Ten zaskakująco szybko się zgodził. Było to spowodowane tym, że w Meksyku, gdzie przebywał wtedy Reséndiz, polowali na niego łowcy nagród.

## Proces
Dowody zebrane na miejscach zbrodni – odciski palców i ślady DNA, dawały całkowitą pewność, że „kolejowym zabójcą” jest Reséndiz. Rozpoznała go też dziewczyna Christophera Maiera, którą Reséndiz brutalnie zgwałcił. W efekcie sąd skazał Ángela Reséndiza na karę śmierci przez wstrzyknięcie trucizny. Wyrok wykonano 27 czerwca 2006 roku.